# Eric Wansart
Eric Dominique Adolphe (Eric) Wansart (Ukkel, 1 maart 1899 – Brussel, 3 oktober 1954) was een Belgisch kunstschilder en beeldhouwer.

## Leven en werk
Eric Wansart was een zoon van beeldhouwer Adolphe Wansart en schilderes Lucie Desmet. Hij leerde de eerste beginselen van het vak op het atelier van zijn ouders in Ukkel en kreeg les van Pieter Braecke aan de Gemeentelijke Tekenschool in Sint-Joost-ten-Node. In 1927 verhuisde hij met zijn ouders naar Rueil-Malmaison, bij Parijs. Het atelier in Ukkel werd aangehouden, waardoor de Wansarts geregeld tussen Frankrijk en België pendelden.
Wanschart maakte postimpressionistisch werk, hij schilderde onder meer figuren, landschappen, naakten, portretten, stads- en zeegezichten in aquarel en gouache, daarnaast beeldhouwde hij bustes, reliëfs en vrouwenfiguren in steen en brons. Edgard Tytgat maakte in 1911 een portret van de schilderende Eric Wansart. Wansart exposeerde zijn schilderijen en beelden onder meer bij Uccle Centre d'Art (1921), op de Driejaarlijkse in Gent (1925), solo bij de Cercle Artistique et Littéraire in Brussel (1930), op de wereldtentoonstelling van 1935 in Brussel, de Vierjaarlijkse in Antwerpen (1938, 1947) en bij Galerie Bellini in Brussel (1955). Naar aanleiding van een tentoonstelling in 1924 schreef kunstcriticus Marguerite Devigne: "Eric Wansart stelde in de zaal Charlet zijn maskers ten toon, beschminkt en treurig, factische gelaten der liefde. Ik laat zijn metier en stijl onverlet: deze jonge schilder is nog vol sentiment (comedie, tooneel, roman); hij is nog maar aan zijn begin, en ik geloof dat hij toekomst heeft."
Eric Wansart overleed op 55-jarige leeftijd.

## Enkele werken
- 1922 geschilderd portret van James Ensor, collectie Ensorhuis.[6]
- 1931 illustraties voor Perles de la Poésie Slave, vertaald door Henri Grégoire. Uitgegeven bij Librairie Bénard in Luik.
- 1935 Le Printempts, getoond op de wereldtentoonstelling.
- 1935 illustraties voor Un romancier belge : André Baillon van Marcel Maupoint.
- ontwerp voor een Jan van Ruusbroec-monument in het park van Groenendaal.[7]
- basreliëfs aan de gevel van het Congrespaleis, zijde Ravensteinstraat, in Brussel, met voorstellingen van onder andere de kunst, literatuur, de muziek en handel.

- Bibliothèque nationale de France: cb15047773h (data)
- RKD-Nederlands Instituut voor Kunstgeschiedenis: 102034
- Virtual International Authority File: 10132576